# Лоево
Лоево — деревня в Смоленском районе Смоленской области России. Входит в состав Хохловского сельского поселения. Население — 13 жителей (2007 год). 
Расположена в западной части области в 18 км к юго-западу от Смоленска, в 13 км южнее автодороги А141 Орёл — Витебск. В 14 км севернее деревни расположена железнодорожная станция Гнёздово на линии Смоленск — Витебск. Через Лоево протекает река Уфинья (левый приток Днепра), начинающаяся вблизи деревни.

## История
В годы Великой Отечественной войны деревня была оккупирована гитлеровскими войсками в июле 1941 года, освобождена в сентябре 1943 года. 